# Drosera oreopodion

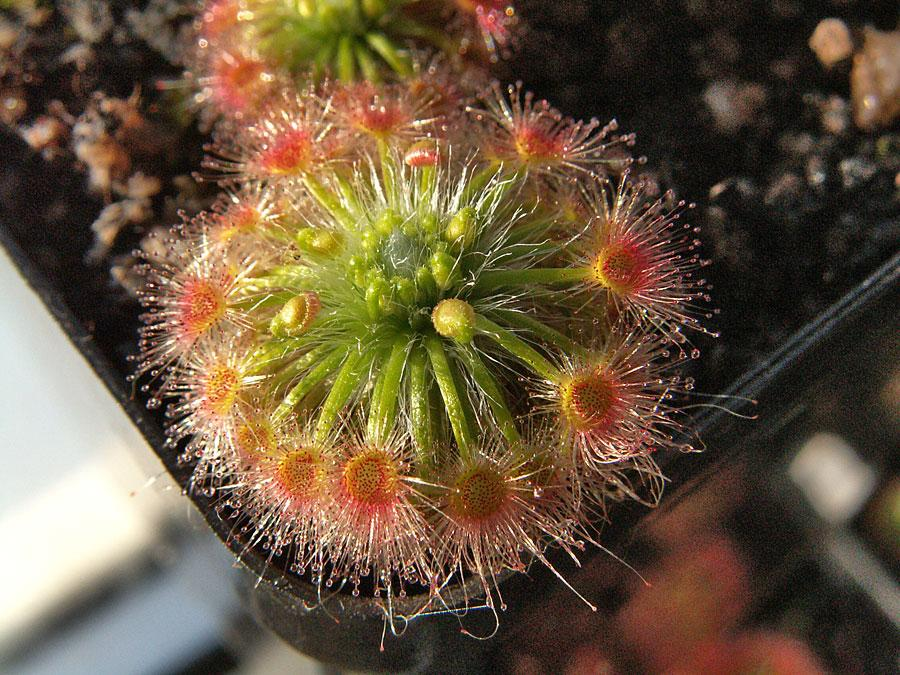
Drosera oreopodion, Habitus (in Kultur)

Verbreitung von Drosera oreopodion in Australien

Drosera oreopodion ist eine fleischfressende Pflanze aus der Gattung Sonnentau (Drosera). Sie gehört zur Gruppe der sogenannten Zwergsonnentaue und ist im südwestlichen Australien heimisch.

## Beschreibung
Drosera oreopodion ist eine mehrjährige, krautige Pflanze. Diese bildet eine kompakte, rosettenförmige Knospe aus horizontalen Blättern mit einem Durchmesser von etwa 1,5 cm. Die Sprossachse ist etwa 8 mm lang und mit den welken Blättern der Vorsaison bedeckt. 
Die Knospe der Nebenblätter ist eng eiförmig, glatt, 6 mm lang und 3 mm im Durchmesser an der Basis. Die Nebenblätter selbst sind 2,5 mm lang, 1,8 mm breit und dreilappig. Der mittlere Lappen ist im oberen Drittel der Länge in 3 Segmente unterteilt. Jedes dieser Segmente ist an der Spitze gefranst. Die Ränder der Äußeren Lappen sind nahe der Spitze etwas gezahnt.
Die Blattspreiten sind annähernd kreisförmig, 1,5 mm lang und 1,7 mm breit. Die längeren Tentakeldrüsen befinden sich am Rand, kürzere in Inneren. Die Unterseite ist kahl. Die Blattstiele sind bis zu 4 mm lang, am Ansatz 0,4 mm, erweitern sich in der Mitte auf 0,8 mm und verjüngen sich auf 0,6 mm an der Blattspreite. Sie sind halb lanzenförmig mit wenigen Drüsen auf der unteren Oberfläche nahe der Blattspreite, ansonsten kahl.
Blütezeit ist September bis Oktober. Der Blütenstand ist bis zu 3,5 cm lang und entlang des gesamten Schaftes mit winzigen Drüsen besetzt. Der Blütenstand ist ein Wickel aus 8 bis 12 Blüten an rund 2 mm langen Blütenstielen. Die lanzenförmigen Kelchblätter sind 2 mm lang und 0,8 mm breit. Die oberen Ränder und die Spitzen sind unregelmäßig warzig. Die komplette Oberfläche ist mit einigen zylindrischen Drüsen besetzt. Die weißen Kronblätter sind umgekehrt eiförmig, 4 mm lang und 2 mm breit. Sie sind mit auffälligen Adern über fast die gesamte Länge übersät.
Die fünf Staubblätter sind 1,7 mm lang. Die Fäden, die Staubbeutel und die Pollen sind weiß. Der weiße Fruchtknoten ist umgekehrt eiförmig, 0,6 mm lang und 0,6 mm im Durchmesser. Die 3 weißen, horizontalen Griffel sind 0,15 mm lang und 0,05 mm im Durchmesser. Die Narben sind weiß, halb aufrecht, 0,05 mm im Durchmesser, erweitern sich auf 0,15 mm in der Mitte und verjüngen sich etwas bis zur gerundeten Spitze.
Typisch für Zwergsonnentaue ist die Bildung von Brutschuppen: Die elliptischen, 0,6 mm dicken Brutschuppen werden gegen Ende November bis Anfang Dezember in großer Zahl gebildet und haben eine Länge von ca. 0,9 mm und eine Breite von 0,8 mm.

## Verbreitung, Habitat und Status
Drosera oreopodion kommt nur auf einer kleinen Fläche im äußersten Südwesten Australiens vor. Nach neuen Erkenntnissen befindet sich eine kleinere Population auch im Norden von Westaustralien. Die Pflanze gedeiht dort in offenem Heideland auf lehmigem Sand, der manchmal mit Lateritgranulat vermischt ist. Die bekannten Populationen befinden sich bei Armadale und Pinjarra.

## Systematik
Der Name "oreopodion" bedeutet "Am Fuße des Berges" und bezieht sich auf den Fuß der Darling Range.